# Hezixi
Hezixi (kinesiska: 河子西, 河子西乡) är en socken i Kina. Den ligger i provinsen Hebei, i den norra delen av landet, omkring 140 kilometer nordväst om huvudstaden Peking. Antalet invånare är 19 806. Befolkningen består av 9 520 kvinnor och 10 286 män. Barn under 15 år utgör 16,0 %, vuxna 15-64 år 75 %, och äldre över 65 år 7,0 %.
Genomsnittlig årsnederbörd är 625 millimeter. Den regnigaste månaden är juli, med i genomsnitt 147 mm nederbörd, och den torraste är december, med 4 mm nederbörd.